# نخشید
آگلونما یا نخشید (نام علمی: Aglaonema) یک سرده از تیره گل‌شیپوریان (Araceae) است.
زیستگاه آن جنوب شرقی آسیا (اندونزی و مالزی) است.
گیاهی همیشه‌سبز و پایا با برگ‌های زینتی است. برگ‌های آن (مستطیلی نیزه‌ای) است. اندازه برگ‌ها بر حسب گونه به درازای ۲۵ سانتیمتر و پهنای ۱۲ سانتیمتر است. بلندای گیاه برحسب گونه تقریباً بین ۲۰ تا ۴۰ سانتیمتر در سطح فوقانی خود تغییر می‌کند. نقاط یا لکه‌های سبز تیره دارد. این گیاه گل‌هایی سفید دارد که در تابستان آشکار می‌شود. میوه‌های آن قرمز رنگ است.

## روش کاشت و نگهداری
این گیاه به خاک غنی و تورب با زهکشی خوب نیاز دارد. درجه حرارت زمستان باید ۱۳-۱۵ درجه سانتیگراد باشد. گیاه به رطوبت جو نیازمند است؛ بنابراین در تابستان گیاه را با آب افشانه کنید. از آبیاری فراوان به ویژه در زمستان خودداری کنید. از گذاشتن گیاه در برابر نور مستقیم آفتاب پرهیز کنید. با اینکه گیاه نسبتاً در جاهای تاریک پایدار است از گذاشتن همیشگی آن در چنین جاهایی خودداری کنید. گیاه در برابر دود و گاز برخاسته از شوفاژ حساس است و به سرعت برگ‌های پائینی خود را از دست می‌دهد. گلدان گیاه را باید هر سال در بهار تعویض کرد. برای پاک‌کردن برگ‌ها هر ماه آن را با آب ولرم و اسفنج شستشو دهید. از مصرف مواد شیمیایی که برگ‌ها را براق می‌کند خودداری کنید. در فصل رویش هر پانزده روز یک‌بار از کودهای مایع رقیق به گیاه بدهید.

## روش‌های افزایش
۱- با بذر: دانه‌های میوه‌های قرمز خشک ناشکوفایی که پس از گل‌دادن بر روی گیاه می‌رویند و بدون هیچ زیبایی هستند را در گرمای ۲۷ درجه سانتیگراد در بهار بکارید (هرچند اگر هدف تهیه بذر نباشد گل‌ها را بی‌درنگ از گیاه جدا کنید زیرا گیاه به‌شدت کم‌توان می‌شود).
۲- با قلمه: در بهار می‌توان قلمه‌هایی از ساقه گیاه گرفته و در مخلوطی از ماسه، پیت در دمای ۱۸-۲۱ درجه سانتیگراد کاشت.
۳- با تقسیم ریشه: در بهار می‌توان به تقسیم ریشه مبادرت ورزید (این روش آسان‌تر است).

## سودمندی
آگلونما یکی از بهترین و نیرومندترین گیاهان پاک کننده هوا است و برای پاک‌سازی آلودگی‌های درون خانه از جمله سم‌هایی مانند بنزن و فرمالدئید می‌باشد.

## مشکلات و درمان‌ها
اگر برگ، پیچ خورده یا کناره آن قهوه‌ای است: هوا خیلی سرد یا سرد بی‌رطوبت است.
اگر برگ، پژمرده یا نوک آن قهوه‌ای است: هوا خیلی خشک و کم رطوبت است.

## آفت‌ها
شته‌ها، کنه‌ها، شپشک‌های آردآلود، تریپس و شپشک‌های سپردار این گیاه را مورد حمله قرار می‌دهند.

## گونه‌ها
- Aglaonema brevispathum
- Aglaonema chermsiriwattanae
- Aglaonema cochinchense
- Aglaonema commutatum
- Aglaonema cordifolium
- Aglaonema costatum
- Aglaonema densinervium
- Aglaonema flemingianum
- Aglaonema hookerianum
- Aglaonema marantifolium
- Aglaonema modestum
- Aglaonema nebulosum
- Aglaonema nitidum
- Aglaonema ovatum
- Aglaonema philippinense
- Aglaonema pictum
- Aglaonema pumilum
- Aglaonema roebelinii
- Aglaonema rotundum
- Aglaonema simplex
- Aglaonema tricolor
- Aglaonema vittatum